# Edvin Sjöberg

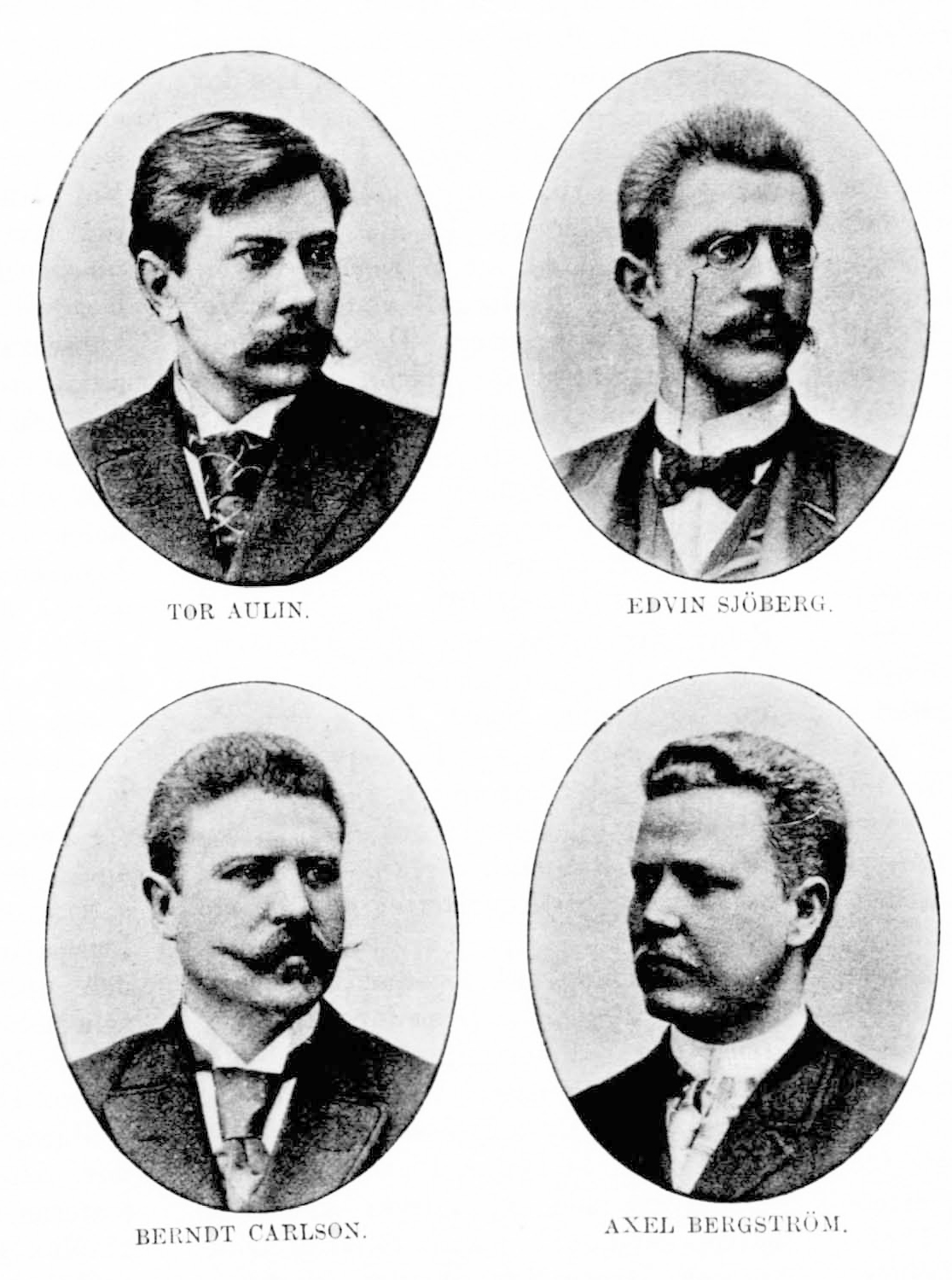
Aulin-kvartetten med Sjöberg längst upp till höger. Fotomontage i Svensk musiktidning 1892.

Johan Ludvig Edvin Sjöberg, född 5 december 1865 i Stockholm, död 5 december 1894 i Norrtälje, var en svensk violinist.

## Biografi
Sjöberg var son till grosshandlaren J.O. Sjöberg och hans maka Maria Sjöberg, född Grabow. Sjöbergs morfar var fagottisten i Kungliga Hovkapellet Ludvig Grabow. Vid åtta års ålder började Sjöberg undervisas i violinspel av Per August Ölander och senare Richard Hagemeister. År 1879 vann han inträde vid musikkonservatoriet i Stockholm, där han under ett par terminer undervisades av Johan Lindberg. På sommaren 1880 reste han till Berlin, där han först började spela för sin förre lärare Hagemeister, vilken var anställd som förste violinist vid kejserliga operan där. År 1882 antogs han till kungliga musikhögskolan i Berlin, där hans lärare i violin var Heinrich Jacobsen och Joseph Joachim. I augusti 1884 återvände Sjöberg till Stockholm och anställdes i oktober samma år som extra förste violinist i Kungliga hovkapellet och blev 1888 ordinarie förste violinist där. Han blev andre violinist i Aulin-kvartetten 1887.